# Édouard Lafargue
Pour les articles homonymes, voir Lafargue.
Mathieu Édouard Edmond Lafargue, né à Langon (Gironde) le 2 octobre 1803 et mort dans le 9e arrondissement de Paris le 1er février 1884, est un auteur dramatique français.

## Biographie
Ses pièces ont été représentées sur les plus grandes scènes parisiennes du XIXe siècle : Théâtre du Palais-Royal, Théâtre du Gymnase dramatique, Théâtre du Vaudeville, Théâtre des Variétés etc. Quelques-unes de ses pièces ont été signées sous le pseudonyme de Camille.
Mort chez lui rue Saint-Lazare des suites d'une longue maladie à l'âge de 80 ans, Édouard Lafargue a été inhumé au cimetière du Père-Lachaise.
Il est le père du journaliste et l'homme politique Jean-Paul Lafargue (1841-1921), qui fut secrétaire général de l'Élysée sous la présidence de Casimir-Périer puis trésorier-payeur général, et le grand-père de l'auteur dramatique Édouard-Paul Lafargue (1874-1914).

## Œuvres
- Le Mauvais Sujet, drame, avec Eugène Scribe, 1825
- Un mari charmant, comédie-vaudeville en 1 acte, avec Dumanoir et Camille Pillet, 1835
- Le Château de la Roche-noire, ou Un amour posthume, comédie en 1 acte, mêlée de vaudevilles, avec Siraudin, 1842
- L'Almanach des 25 000 adresses, comédie-vaudeville en trois actes, avec Ferdinand de Villeneuve, 1845
- L'Escadron volant de la reine, comédie-vaudeville en 1 acte, avec Dumanoir, 1845
- La Cour de Biberach, comédie-vaudeville en 1 acte, avec Eugène Guinot, 1847
- Un fantôme, comédie-vaudeville en 1 acte, avec de Villeneuve, 1850
- Mme Bertrand et Mlle Raton, comédie-vaudeville en 1 acte, avec Dumanoir, 1851
- Mademoiselle de Navailles, comédie-vaudeville en 1 acte, avec Siraudin, 1852
- Le Bourreau des crânes, comédie-vaudeville en 3 actes, précédée d'un prologue, avec Paul Siraudin, 1853
- Un mari charmant, comédie-vaudeville en 1 acte, avec Dumanoir, 1853
- La Marquise de Tulipano, comédie-vaudeville en 2 actes, avec Dumanoir, 1854
- La Mort du pêcheur, comédie-vaudeville en 1 acte, avec Siraudin, 1854
- L'Homme qui a vécu, comédie-vaudeville en 2 actes, avec Dumanoir, 1857
- La Balançoire, comédie en 1 acte, mêlée de couplets, avec Dumanoir, 1858
- Le Chapitre de la toilette, comédie en 1 acte, avec Antonin d'Avrecourt et Ernest-Georges Petitjean, 1858
- Un tyran en sabots, comédie en 1 acte, en prose, avec Dumanoir, 1860
- Le Gentilhomme pauvre, comédie en 2 actes, en prose, avec Dumanoir, 1861
- Le Domestique de ma femme, comédie-vaudeville en 1 acte, avec d'Avrecourt et Petitjean, 1862
- Les Invalides du mariage, comédie en 3 actes, avec Dumanoir, 1862
- Trois chapeaux de femme, comédie-vaudeville en 1 acte, avec Siraudin, 1863